# 石川トヨペットカローラ
株式会社石川トヨペットカローラ（いしかわトヨペットカローラ）は、石川県金沢市に本社を置くトヨタ自動車の販売ディーラーである。中央自動車工業の持分法適用会社。

## 概要
石川県内全域においてトヨペット店並びにカローラ店を展開している他、レクサス店も1店舗展開している。
2020年5月からのトヨタ車全車種併売化に伴い、併売化前の同年4月1日付で石川トヨペットを存続会社とした上で、グループ会社であるトヨタカローラ石川（トヨタカローラ店）と経営統合を実施したと同時に、社名を『石川トヨペットカローラ』へ変更した。両社を構成しているグループ名も、SHIグループからトヨタIPCグループへ変更した。これに先んじて、2020年1月9日に輪島市に、両社の輪島市内の店舗を統合した新店舗がオープンした。
経営統合後しばらくは社内カンパニー制を採用し、旧・石川トヨペットのディーラーは石川トヨペット会社が、旧・トヨタカローラ石川のディーラーはトヨタカローラ石川会社がそれぞれ運営していた。

## 沿革
- 1956年6月27日 - 石川トヨペット販売株式会社として設立。
- 1957年 - 石川トヨペット株式会社へ商号変更。
- 2003年 - 本社屋を新築。
- 2005年 - トヨタ自動車の直営だった「トヨタカローラ石川」を譲受[2]。レクサス金沢駅西開業。
- 2007年 - SHIグループが発足。
- 2020年4月1日 - トヨタカローラ石川との経営統合を実施し、商号を石川トヨペットカローラへ変更。

## 店舗

### 現行店舗
店舗名称は合併以降、旧石川トヨペットが運営していた店舗には『トヨペット』、旧トヨタカローラ石川が運営していた店舗には『カローラ』を付与していたが、2023年5月をもって廃止。旧トヨペットと旧カローラで重複する店舗名称については、地名を加える改称をした。例として「小松店」場合は、以下のように改称した。
- 石川トヨペットカローラ トヨペット小松店 → 「石川トヨペットカローラ 小松店[5]」
- 石川トヨペットカローラ カローラ小松店 → 「石川トヨペットカローラ 小松白嶺店[6]」

### 過去の店舗
- ウェルキャブ金沢店 - 2022年（令和4年）6月30日閉店。後継店舗として「モビリティパーク金沢」が同年7月16日にオープンした[7]。